# Demangevelle
Demangevelle település Franciaországban, Haute-Saône megyében. Lakosainak száma 261 fő (2022. január 1.). Demangevelle Passavant-la-Rochère, La Basse-Vaivre, Corre, Hurecourt, Montdoré, Ormoy és Vougécourt községekkel határos.

## Népesség
A település népességének változása:
| Lakosok száma | 316  | 301  | 295  | 278  | 276  | 273  | 271  | 266  | 261  |
|               | 2013 | 2015 | 2016 | 2017 | 2018 | 2019 | 2020 | 2021 | 2022 |